# Ángel de la Hoz
Ángel de la Hoz Fernández-Baldor (Solares, Cantabria, España, 1922 - Santander, Cantabria, España, 23 de febrero de 2019) fue un fotógrafo y pintor español.

## Biografía
Artista muy vinculado al movimiento cultural y artístico de Cantabria, en el que sobresalió especialmente por su dedicación a la fotografía. En su historial podemos distinguir cuatro etapas. Una de formación, que culmina en los años cuarenta, en que montó un estudio de pintura con el pintor y ceramista Miguel Vázquez, practica la técnica fotográfica —que perfecciona durante un año de estancia en Bilbao— y abre al público su estudio de fotografía profesional en la Avenida Calvo Sotelo, en el que se especializa en el retrato. Por estos años tomó contacto con el grupo «Proel», con el que colabora gráficamente en sus publicaciones. En los años cincuenta mantuvo una gran actividad en cuatro exposiciones, alternando las de fotografías con las de pintura. Celebró
exposiciones personales en Santander, Torrelavega, Reinosa, Vigo, Gijón y Valladolid. Practóca e introjoce en Cantabria la técnica pictórica del monotipo.
En 1953 fundó con Fernando Baños la sala de arte «Delta», que dirigió durante tres años, y obtuvo el 1 Premio Nacional «Negtor» de fotografía. De esta época es también su colaboración con el grupo fotográfico AFAL, de Almería, renovador de la fotografía en España. Posteriormente continuará exponiendo de forma colectiva en todas las muestras representativas del arte de Cantabria que se celebran. 
En la década de los setenta cierra al público su estudio fotográfico para dedicarse con más intensidad a la ilustración —que ya había tocado con diversas publicaciones, como El Libro de Santillana, las primeras portadas en color de Luna y Sol, o el cartel del FIS del 1 Festival— y realiza diversas colecciones para ediciones de libros, carteles y fotografías murales, como las de «El románico» y «Museos de Cantabria». En su producción pictórica ensaya nuevas maneras en una serie de óleos y monotipos, trabajando por primera vez con los llamados «materiales pobres», que utiliza también en forma de collages. 
En 1978 formó parte de la directiva de la Asociación de Artistas Plásticos de Cantabria y en el 79 figuró como miembro fundador del colectivo «Cagiga», con el que realiza exposiciones en Torrelavega, Ávila y Madrid. Después del 80, como continuación de su trabajo en «Cagiga», vino realizando un tipo de fotografía matérica, con incorporación de elementos diversos, trabajos que culminaron con una exposición en el Museo de Bellas Artes y la presentación de la carpeta «Signos», en 1982.
En los últimos años tomó parte en varias exposiciones colectivas de fotografía y pintura, celebrando una personal de collages pictóricos. El Museo de Bellas Artes y el Museo Centro de Arte Faro de Cabo Mayor de Santander posee obra suya, así como coleccionistas particulares. Este artista pertenece al colectivo fotográfico «Imacan».
Desde 1985 continuó realizando numerosas exposiciones de fotografía y pintura. En 1994 se jubiló de la fotografía profesional para dedicarse de lleno a la pintura. 
Fue nombrado Farero Mayor de Suances en 1989 y su pueblo natal, Solares, le ha querido rendir homenaje dando, en 1996, su nombre a una calle.
El Consistorio de Santander ha puesto a una sala de exposiciones polivalente su nombre en el Centro de Documentación de la Imagen de Santander (CDIS).